# Poggio Civitate
Poggio Civitate est un site archéologique étrusque situé sur la colline du même nom sur le territoire de la commune de Murlo en Val di Merse (province de Sienne). Le site comprend également un Antiquarium où sont conservés les objets provenant des fouilles.

## Le site
Le site archéologique, qui a été découvert dans les années 1920, par Dario Neri et Ranuccio Bianchi Bandinelli, a fait l'objet, en 1966, de fouilles avec la collaboration de l'University Of Massachusetts Amherst qui organise également le campo archeologico di Poggio Civitate, centre d'apprentissage aux techniques de restauration et de conservation des découvertes.
Le complexe accueillait sans doute un palais princier étrusque, bien que cette interprétation fasse toujours l'objet de débats. On distingue deux phases dans son existence.
Un premier ensemble datant de la période orientalisante a été détruit par un incendie à la fin du VIIe siècle av. J.-C.. On y a découvert un grand nombre d'artefacts associés au banquet étrusque. Au sud-est de cet ensemble résidentiel ont été découverts les vestiges d'un atelier destiné à la fabrication de la céramique et d'autres objets divers.
Au cours de la période archaïque, le complexe fut reconstruit. De plan quadrangulaire (environ 60 × 62 m), il se composait de quatre ailes entourant un espace central. Une colonnade en bois courait sur trois des côtés. Devant le quatrième côté se trouvait un petit enclos. On ignore s'il était couvert ou non. Les toitures étaient recouvertes de tuiles et décorées d'antéfixes, tandis que les poutres faîtières étaient surmontées d'acrotères : figures humaines, animaux réels ou imaginaires. Les plus remarquables sont des statues de femmes ou d'hommes assis, dont les plus grandes étaient tournées vers la cour centrale. Certains hommes, coiffés d'un grand chapeau, ce qui leur a valu le surnom de cowboys de Murlo, sont sans doute des figures d'ancêtres héroïsés.
La décoration comportait une remarquable frise composée de plaques en terracotta, dont l'emplacement n'a pu être déterminé. Elle comportait quatre motifs différents : une course hippique, une procession, un banquet et une assemblée. Lors de sa découverte, il en subsistait quelque 2 000 fragments.
L'édifice a été démantelé vers 530 av. J.-C., peut-être dans le cadre d'un rituel de « défondation », et une grande partie des sculptures en terracotta, réduites à l'état de fragments, ensevelis. L'ensemble fut ensuite entouré d'une levée de terre et abandonné.

## Collections de l'Antiquarium
- La reconstitution d'un pan de toit de la deuxième phase du complexe avec ses éléments en terre-cuite en coroplathie : tuiles, gargouilles anthropomorphes, acrotères et antéfixes.
- Les fameuses statues-acrotères dites « du cowboy de Murlo » par l'intrigant buste en terracotta d'un dignitaire administratif et religieux, élément potentiel du toit précédent.

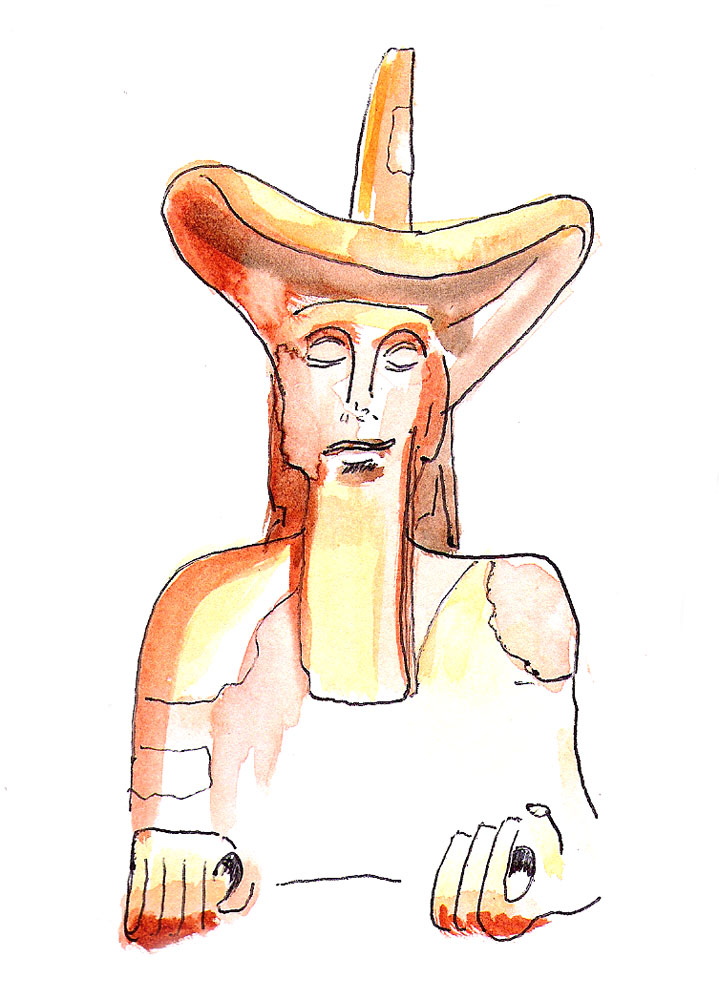
Vue d'artiste du Cowboy de Murlo.

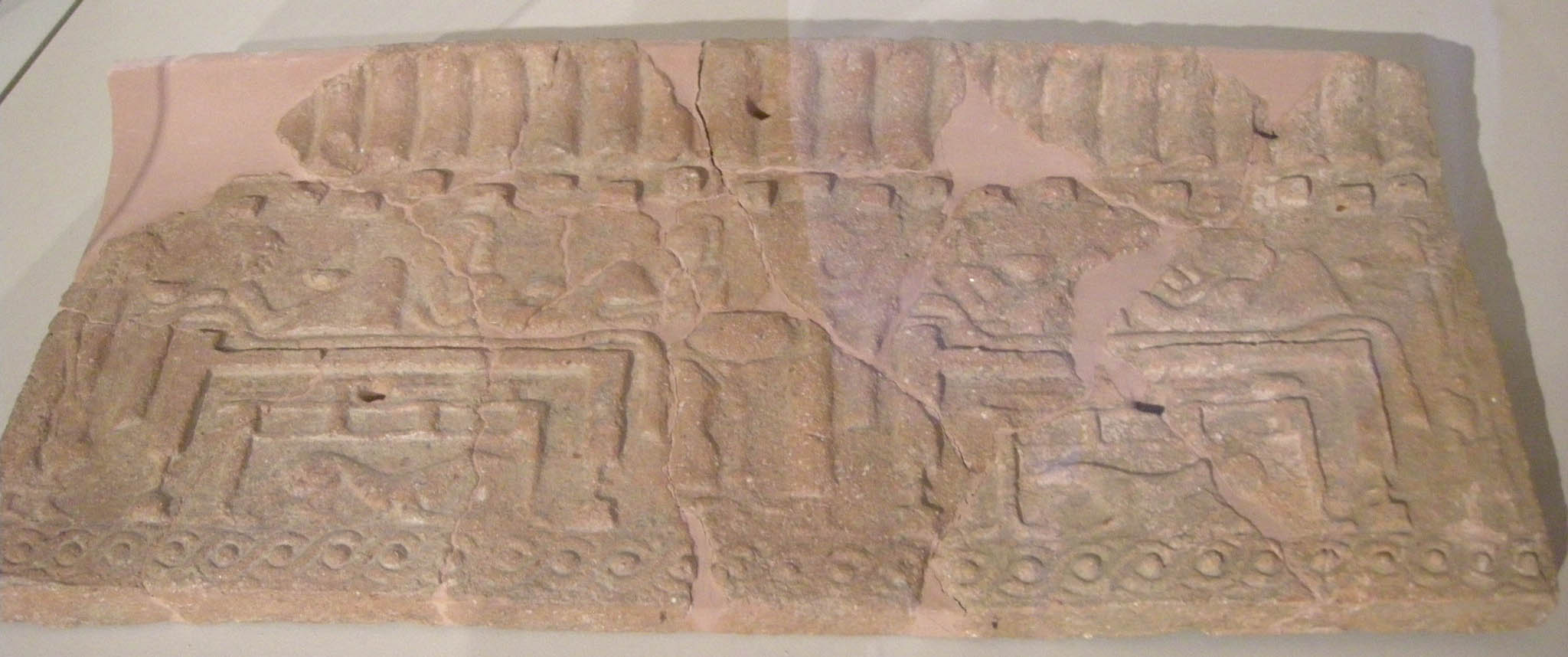
Bas-relief, dite « plaque de Murlo », avec scène du banquet.

- Plusieurs bas-reliefs en terre cuite du haut des murs, dites « plaques de Murlo », représentant :
  - une course de chevaux à cru avec le prix gagné par le vainqueur : un chaudron placé sur une colonnette ;
  - les compétiteurs des jeux recevant leurs récompenses  qui ôtent l'huile de leur peau avec le strigile ;
  - des juges équipés de leurs longs bâtons recourbés (lituus) ;
  - la coiffure haute des notables ;
  - le banquet ;
  - la procession  avec un chariot ;
  - les tribunes et la présence des femmes assistant aux jeux, les ludi circenses ;
  - l'assemblée de la gens sur les sièges curules.
- Divers objets  de la vie quotidienne (a contrario des pièces des habituels musées étrusques dont les éléments proviennent des intérieurs de tombes des nécropoles, donc à caractère votif).
- Des vestiges d'outils et d'objets en métal venant de l'atelier de la première phase, des restes de fours.